# Érythrose (chimie)
Pour les articles homonymes, voir Érythrose (homonymie).
L'érythrose est un aldose à quatre atomes de carbone.

## Chimie
Il existe deux isomères de l'érythrose : le L-érythrose et celui qui est prépondérant dans la nature, le D-érythrose.
Sur l'illustration, la formule semi-développée de dessus correspond à une projection de Fischer alors que celle de dessous est une représentation de Cram.

## Rôle biologique
Il est un intermédiaire de la partie non-oxydative de la voie des pentoses phosphates sous forme d'érythrose-4-phosphate. En effet, la transaldolase permet la production de fructose-6-phosphate et d'érythrose-4-phosphate à partir du sédoheptulose-7-phosphate et du glycéraldéhyde-3-phosphate. L'érythrose-4-phosphate ne pouvant être métabolisé tel quel, il réagit alors avec le ribulose-5-phosphate pour donner du fructose-6-phosphate et du glycéraldéhyde-3-phosphate, selon une réaction présidée par la trancétolase couplée au TPP (thiamine pyrophosphate apparentée à la vitamine B1).